# 森田稔
森田 稔（もりた みのる、1935年6月19日 - ）は、日本のロシア音楽研究者、宮城教育大学名誉教授。

## 来歴
満州国奉天市（現中国瀋陽市）生まれ。東京外国語大学ロシヤ語科、東京藝術大学楽理科卒業。東京都立高校教諭、弘前大学講師、宮城教育大学助教授、教授を務め2001年定年退官。2015年春の叙勲で瑞宝中綬章受章。

## 著書
- 『チャイコフスキイ カラー版作曲家の生涯』1986 新潮文庫
- 『新チャイコフスキー考 没後一〇〇年によせて』日本放送出版協会 1993
- 『旋律の魔術師チャイコフスキー』音楽之友社 1994
- 『永遠の「白鳥の湖」 チャイコフスキーとバレエ音楽』新書館 1999
- 『ロシア音楽の魅力 グリンカ・ムソルグスキー・チャイコフスキー』東洋書店(ユーラシア選書) 2008

## 編著
- 『ロシア音楽事典』日本・ロシア音楽家協会 河合楽器製作所出版部 2006.8

## 翻訳
- 『音楽史を考える』 ジャック・ウェストラップ 共訳 音楽之友社 1980.5
- 『ロシア音楽史 《カマーリンスカヤ》から《バービイ・ヤール》まで』 フランシス・マース 梅津紀雄・中田朱美共訳 春秋社 2006.3